# Jacqueline Brookes
Jacqueline Victoire Brookes (24 de julio de 1930 – 26 de abril de 2013) fue una actriz estadounidense de teatro, cine y televisión.

## Biografía
Brookes nació en Nueva Jersey, hija de Maria Victoire y Frederick Jack Brookes. Ingresó en la Universidad de Iowa, donde obtuvo un grado en bellas artes. Luego se trasladó a Londres para ingresar en la Real Academia de Arte Dramático.
Inicialmente destacó en el teatro, participando en obras como Antony and Cleopatra, A Winter's Tale, The Merchant of Venice, A Midsummer Night's Dream, The Merry Wives of Windsor y Richard III. También actuó en películas como Ghost Story, The Naked Gun 2½: The Smell of Fear y en series de televisión como Star Trek: The Next Generation y Law & Order. Falleció de linfoma a la edad de 82 años.

## Filmografía
- As the World Turns (1969–1973)
- The Hospital (1971)
- The Werewolf of Washington (1973)
- The Gambler (1974)
- Another World (1975–77)
- Looking Up (1977)
- A Death in Canaan (1978)
- Last Embrace (1979)
- Paternity (1981)
- Ghost Story (1981)
- Love and Money (1982)
- The Entity (1982)
- Without a Trace (1983)
- License to Kill (1984)
- Jack and Mike (1986)
- American Playhouse (1987)
- Sea of Love (1989)
- Law & Order (1990)
- The Naked Gun 2½: The Smell of Fear (1991)
- Star Trek: The Next Generation (1992) (Episodio: The First Duty)
- The Good Son (1993)
- Losing Isaiah (1995)